# Валуєнко Борис Васильович
Бори́с Васи́льович Валуєнко (1928—2016) — український мистецтвознавець, кандидат мистецтвознавства (1983).

## Життєпис
Народився 9 січня 1928 року в Києві. Помер у 2016 році.
Закінчив 1951 року Український поліграфічний інститут ім. Івана Федорова у Львові, а з 1967 викладає в Київському відділенні інституту (сучасний Видавничо-поліграфічний інститут НТУУ «КПІ»), член НСХУ з 1973, 1993 — отримує звання професор.
Оформив понад 100 видань, як художник брав участь у багатьох республіканських та всесоюзних виставках, за оформлення книжок нагороджений 27 дипломами всесоюзних та республіканських конкурсів «Мистецтво книги» (1998—2003 рр.), серед них — 7 дипломів першого ступеня ім. Федорова, медаллю ВДНГ. За результатами науково-мистецтвознавчої дослідницької роботи з проблем сучасного оформлення книжок опублікував 9 монографій і близько 60 статей, навчальний посібник, велику кількість методичних розробок, виконав багато наочних посібників (планшетів зі зразками художнього оформлення найкращих видань), тисячі систематизованих за темами слайдів. З 1976 по 2002 рр. виступив з лекціями на 30 наукових конференціях (серед них — 10 всесоюзних), на багатьох семінарах (серед них — 12 всесоюзних, організованих для заслуховування його доповідей) для працівників центральних видавництв Москви, Мінська, Кишинева, Самари; також з численними доповідями виступав для працівників Держкомвидаву СРСР, Держкомвидаву УРСР, для працівників республіканських видавництв (120 виступів, половина з яких — аналіз оформлення книг, виданих за певний рік).

## Праці
- 1967 — «Набірний титул та рубрики книги»,
- 1976 — «Виразні засоби набору в книзі»,
- 1976 — «Архітектура книги»,
- 1985 — «Рукопис — художній редактор — книга»,
- 1990 — «Специфіка оформлення книжкових оправ»,
- 1992 — «Композиція видання: мистецтво зовнішнього оформлення книги».

Троє його учнів — лауреати Національної премії ім. Т. Г. Шевченка. Крім того, його учнями є такі художники, як: Сергій та Олександр Харуки, Іван Бринюк, Володимир Гарбуз, Василь Корчинський, Олег Коспа, Владислав Єрко та інші.
Більше 35 років очолював кафедру графіки Видавничо-поліграфічного інституту НТУУ «КПІ». Нині викладає дисципліни «Композиція видання», «Історія книжкового мистецтва», «Теорія мистецтва книги», займається творчою роботою з оформлення друкованих видань і літературно-науковою творчістю.
Існує премія його імені «За комплексне оформлення проекту», перші премії в КПІ вручав сам Валуєнко.